# Голос (Россия, сезон 4)
Четвёртый сезон вокального телешоу «Голос». Выходил в эфир Первого канала с 4 сентября по 25 декабря 2015 года. Продюсеры шоу обновили состав наставников, и в новом сезоне красные кресла заняли Баста, Полина Гагарина, Александр Градский и Григорий Лепс. Победителем четвёртого сезона проекта стал Иеромонах Фотий.

## Наставники

Наставники сезона
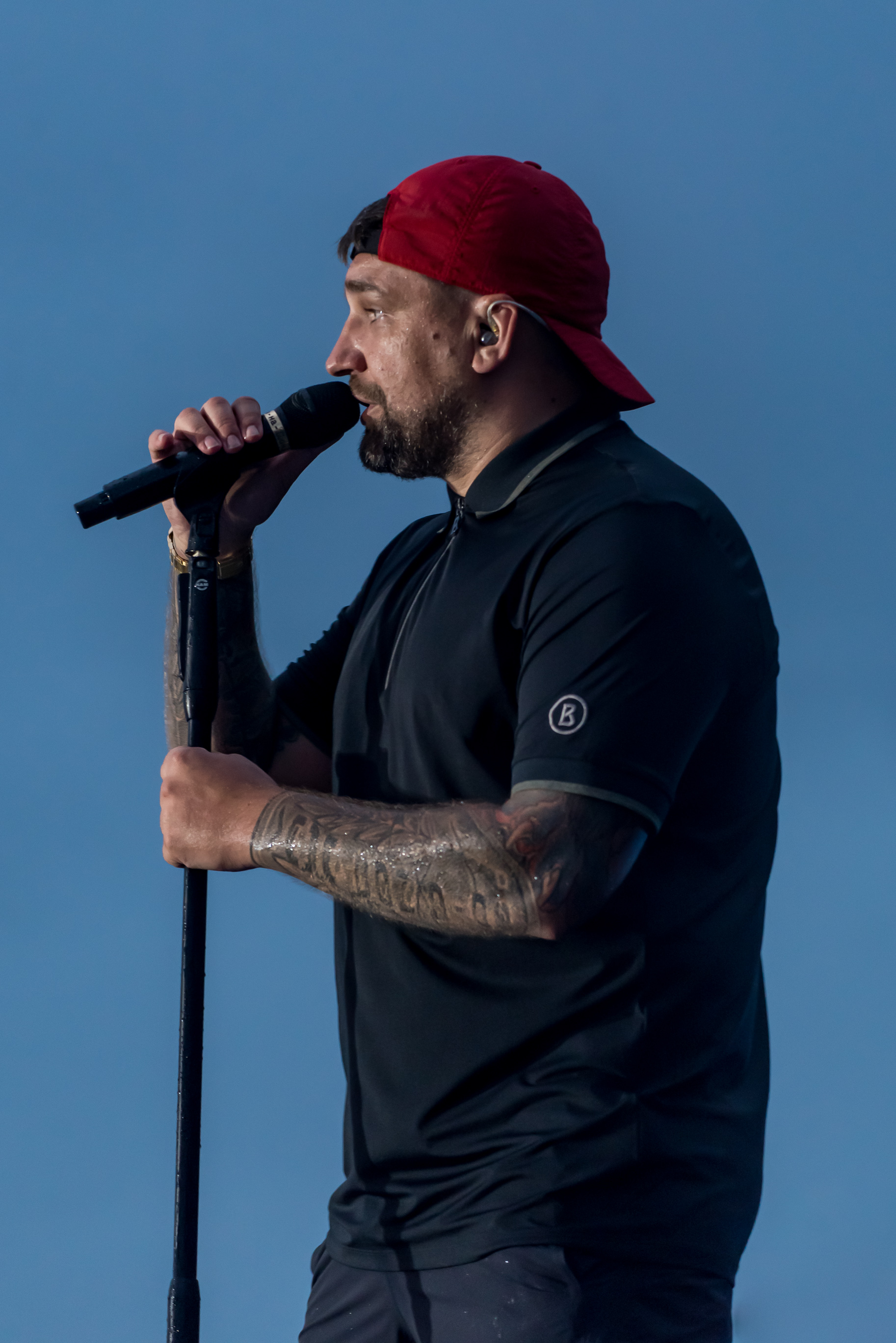
Баста
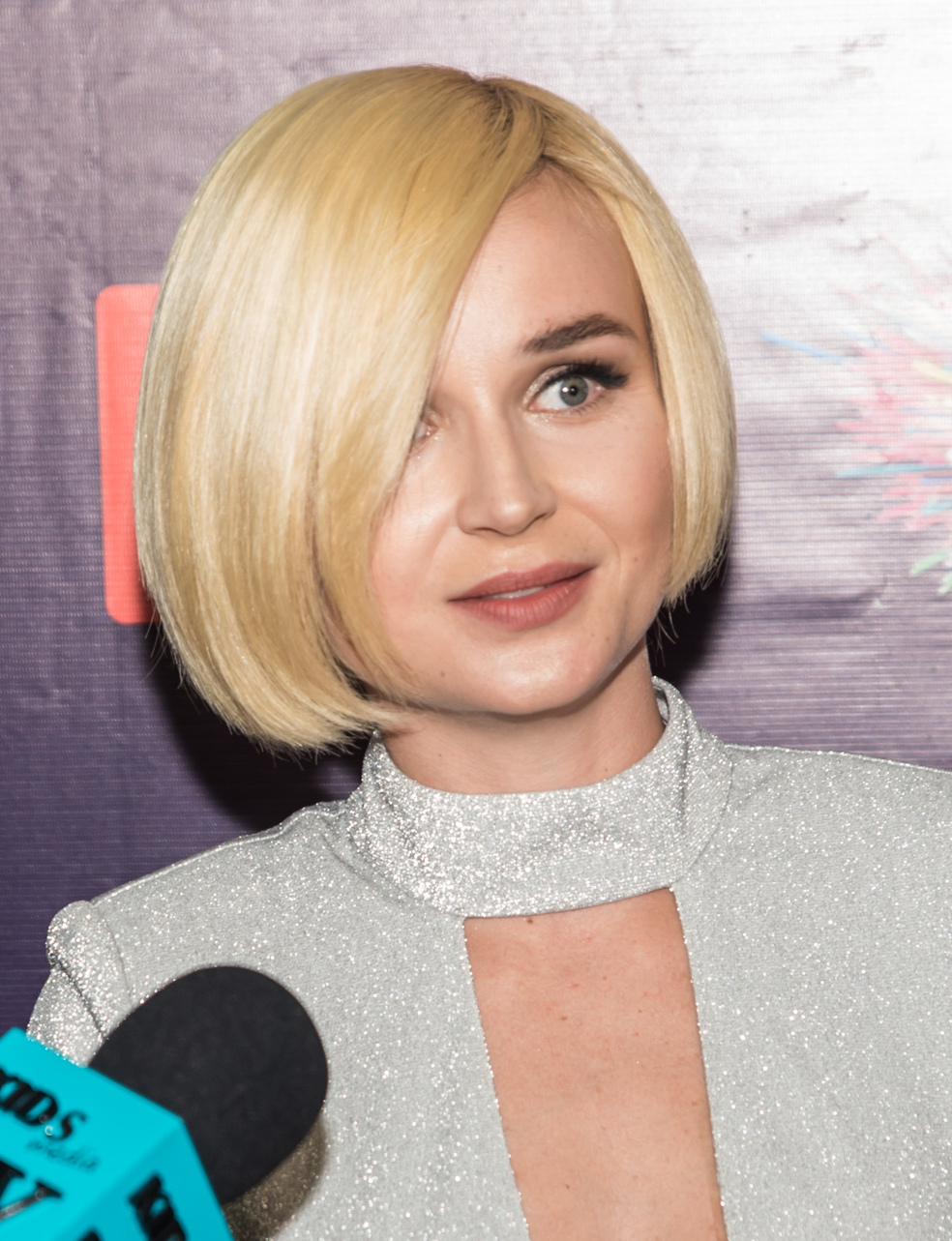
Полина Гагарина
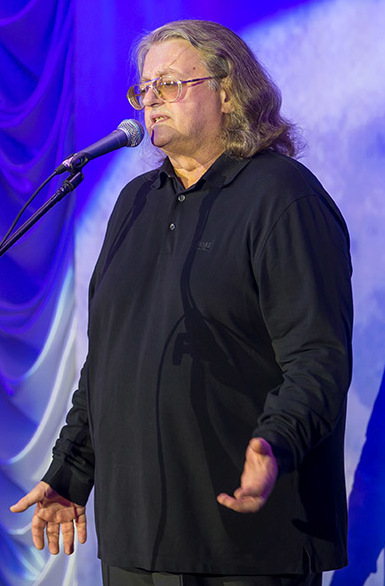
Александр Градский
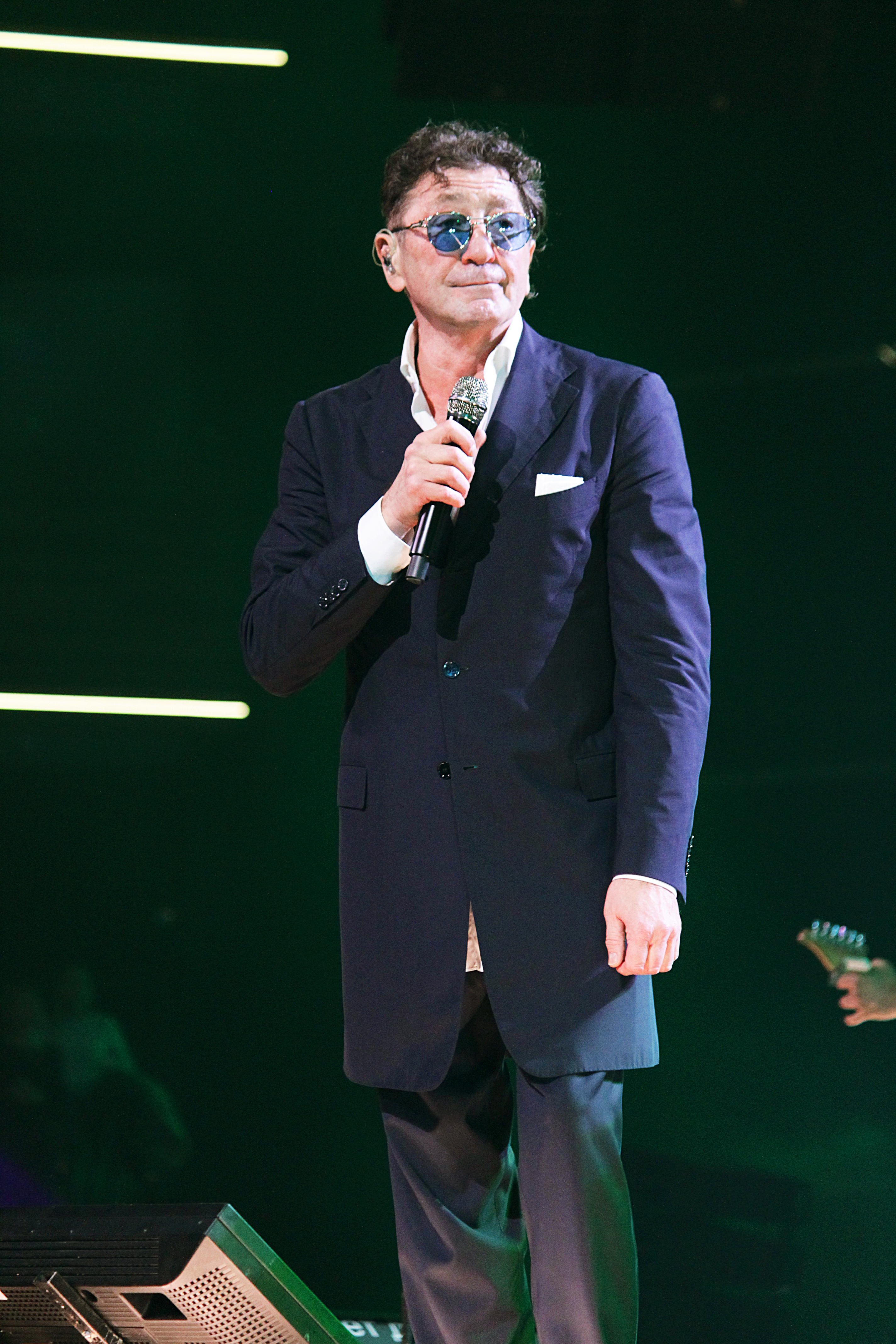
Григорий Лепс

- Баста — рэп-исполнитель, композитор, продюсер.
- Полина Гагарина — российская певица, композитор, победительница второго сезона проекта «Фабрика звёзд», представительница России на песенном конкурсе «Евровидение-2015», где заняла 2-е место.
- Александр Градский — певец, мультиинструменталист, композитор; заслуженный деятель искусств России и народный артист Российской Федерации.
- Григорий Лепс — российский певец, поэт-песенник, композитор, заслуженный артист Российской Федерации.

## Команды
| - Победитель - Второе место - Третье место - Четвёртое место | - Выбыл в полуфинале - Выбыл в четвертьфинале - Выбыл в нокаутах - Спасён в поединках (имя вычеркнуто) - Выбыл в поединках |

| Наставники                             | Топ 57 участников    | Топ 57 участников     | Топ 57 участников   | Топ 57 участников   | Топ 57 участников  | Топ 57 участников |
| -------------------------------------- | -------------------- | --------------------- | ------------------- | ------------------- | ------------------ | ----------------- |
| Баста                                  |                      |                       |                     |                     |                    |                   |
| Эра Канн                               | Мария Ероян          | Олег Майами           | Юрий Меликов        | Николай Заболотских | Сергей Урумян      |                   |
| Габриэлла                              | Карина Цветкова      | Биназир Ермаганбетова | Анастасия Балахнина | Григорий Голубев    | Юлия Хусаинова     |                   |
| Екатерина Кокорина                     | Амалия Маргарян      | Раффа Григорян        | Эллина Решетникова  |                     |                    |                   |
| Полина Гагарина                        |                      |                       |                     |                     |                    |                   |
| Ольга Задонская                        | Иван Далматов        | Илона Соломонова      | Дарья Беженар       | Яна Башкирева       | Семён Величко      |                   |
| Регина Тодоренко                       | Станислав Обухов     | Севак Ханагян         | Карина Цветкова     | Константин Работов  | Александра Грекова |                   |
| Екатерина Чистова                      | Анастасия Крашевская | Софи Окран            | Жан Осян            |                     |                    |                   |
| Александр Градский                     |                      |                       |                     |                     |                    |                   |
| Михаил Озеров                          | Елена Минина         | Эмиль Кадыров         | Татьяна Ширко       | Елена Романова      | Алла Рид           |                   |
| Диана Савельева                        | Александра Грекова   | Нана Хатл             | Алина Перова        | Станислав Обухов    | Георгий Серышев    |                   |
| Даниил Смирнов                         | Александр Постоленко | Александра Стрельцова | Ольга Сергеева      | Лилия Замулина      |                    |                   |
| Григорий Лепс                          |                      |                       |                     |                     |                    |                   |
| Иеромонах Фотий                        | Витольд Петровский   | Рената Волкиевич      | Армен Авджан        | Оливия Краш         | Мария Кац          |                   |
| Алина Перова                           | Константин Работов   | Денис Соколов         | Татьяна Ширко       | Ольга Задонская     | Олег Майами        |                   |
| Ростислав Доронин                      | Родион Газманов      | Элла Хрусталёва       | Артём Каторгин      |                     |                    |                   |
| Спасённые участники выделены курсивом. |                      |                       |                     |                     |                    |                   |

## Слепые прослушивания

### Выпуск № 1: Слепые прослушивания. 1-я неделя
Выпуск вышел в эфир 4 сентября 2015 года. В начале выпуска наставники проекта исполнили кавер-версию песни «In the Army Now» на русском «Теперь ты в „Голосе“!».
| №  | Исполнитель                                      | Песня                                                                                                  | Выбор участников и наставников | Выбор участников и наставников | Выбор участников и наставников | Выбор участников и наставников |
| №  | Исполнитель                                      | Песня                                                                                                  | Баста                          | Гагарина                       | Градский                       | Лепс                           |
| -- | ------------------------------------------------ | --- | ------------------------------ | ------------------------------ | ------------------------------ | ------------------------------ |
| 1  | Евгений Лексиков (26 лет, Санкт-Петербург)       | «С тобой» (Брендон Стоун / Вениамин Борисов)                                                           | —                              | —                              | —                              | —                              |
| 2  | Алевтина Полякова (30 лет, Москва)               | «Hallelujah, I Love Her So» (Рэй Чарльз)                                                               | —                              | —                              | —                              | —                              |
| 3  | Елена Минина (29 лет, Москва)                    | «Some Day My Prince Will Come» (Фрэнк Черчилль / Ларри Мори)                                           |                                |                                |                                |                                |
| 4  | Мария Ероян (25 лет, Москва)                     | «Простая песня» (Леонид Терещенко / Екатерина Иванчикова)                                              |                                | —                              | —                              | —                              |
| 5  | Эмиль Кадыров (22 года, Баку, )                  | «Baila me» (Тони Бальярдо, Николя Рейес, Андре Рейес, Жак Бальярдо, Франко Рейес)                      |                                | —                              |                                | —                              |
| 6  | Дима Билан (33 года, Москва)                     | «Ночной каприз» (Николай Девлет-Кильдеев / Григорий Атнев)                                             | —                              | —                              | ―                              | —                              |
| 7  | Алла Рид (33 года, Москва)                       | «Hold On, I’m Comin» (Айзек Хейз, Давид Портер)                                                        | ―                              |                                |                                |                                |
| 8  | Николай Заболотских (31 год, Санкт-Петербург)    | «Боже, как долго» (Павел Титов / Константин Арсенев)                                                   |                                | —                              | —                              | —                              |
| 9  | Лариса Яковенко (34 года, Ростов-на-Дону)        | «По Дону гуляет…» (музыка и слова народные)                                                            | —                              | —                              | —                              | —                              |
| 10 | Иван Далматов (32 года, Улан-Удэ)                | «Stay with Me» (Джефф Линн, Уильям Филиппс, Джеймс Напьер, Сэм Смит, Том Петти)                        |                                |                                | —                              |                                |
| 11 | Элла Хрусталёва (48 лет, Рязань)                 | «Мне нравится, что Вы больны не мной…» (Микаэл Таривердиев / Марина Цветаева)                          | —                              | —                              | —                              |                                |
| 12 | Оливия Краш (Ольга Вельдяксова) (25 лет, Москва) | «Sweet People» (Алёна Кучер, Борис Кукоба, Вадим Лисица)                                               | —                              | —                              | —                              |                                |
| 13 | Александр Емельянов (27 лет, Москва)             | «Le Temps des Cathedrales» / «Пора соборов кафедральных» (Риккардо Коччанте / LЛюк Пламодон, Юлий Ким) | —                              | —                              | —                              | —                              |
| 14 | Регина Тодоренко (24 года, Одесса, )             | «Ноченька» (Михаил Некрасов / Алексей Батьковский)                                                     | —                              |                                | —                              | —                              |

### Выпуск № 2: Слепые прослушивания. 2-я неделя
Выпуск вышел в эфир 11 сентября 2015 года.
| №  | Исполнитель                                         | Песня                                                             | Выбор участников и наставников | Выбор участников и наставников | Выбор участников и наставников | Выбор участников и наставников |
| №  | Исполнитель                                         | Песня                                                             | Баста                          | Гагарина                       | Градский                       | Лепс                           |
| -- | --------------------------------------------------- | ----------------------------------------------------------------- | ------------------------------ | ------------------------------ | ------------------------------ | ------------------------------ |
| 1  | Рената Волкиевич (34 года, Санкт-Петербург)         | «Kolorowe jarmarki» (Янус Ласковски / Ричард Улицки)              |                                |                                |                                |                                |
| 2  | Дмитрий Королёв (27 лет, Сургут)                    | «Go Down Moses (Let my people go!)» (Сай Оливер)                  | —                              | —                              | —                              | —                              |
| 3  | Карина Цветкова (26 лет, Новосибирск)               | «Autumn Leaves» (Жозеф Косма / Жак Превер, Джонни Мерсер)         | —                              |                                | —                              | —                              |
| 4  | Алина Перова (32 года, Нижний Новгород)             | «Беспечный ангел» (Барри Хэй, Джордж Койманс / Маргарита Пушкина) |                                | —                              |                                | —                              |
| 5  | Семён Величко (29 лет, Муром, Владимирская область) | «I’m Yours» (Джейсон Мраз)                                        |                                |                                | —                              |                                |
| 6  | Мария Рубановская (30 лет, Санкт-Петербург)         | «О любви» (Олег Тарасов)                                          | —                              | —                              | —                              | —                              |
| 7  | Нана Хатл (18 лет, Москва)                          | «Hotel California» (Дон Фелдер, Гленн Фрай, Дон Хенли)            |                                |                                |                                |                                |
| 8  | Георгий Серышев (36 лет, Иркутск)                   | «Полёт на дельтаплане» (Эдуард Артемьев / Николай Зиновьев)       |                                | —                              |                                | —                              |
| 9  | Габриэлла (29 лет, Рио-де-Жанейро, )                | «Dancando Lambada» (Чичо де Оливейра, Джин Кумари)                |                                | —                              | —                              | —                              |
| 10 | Кирилл Ермаков (19 лет, Минск, )                    | «Небо на ладони» (Сосо Павлиашвили / Константин Губин)            | —                              | —                              | —                              | —                              |
| 11 | Анжелика Кузьмова (52 года, Москва)                 | «Black Velvet» (Дэвид Тисон / Кристофер Уард)                     | —                              | —                              | —                              | —                              |
| 12 | Сергей Урумян (26 лет, Саратов)                     | «Эта музыка» (Андрей Гризли)                                      |                                | —                              | —                              | —                              |
| 13 | Дмитрий Ковзель (21 год, Санкт-Петербург)           | «Карточный домик» (Виктор Резников / Лилия Виноградова)           | —                              | —                              | —                              | —                              |
| 14 | Дарья Беженар (26 лет, Кемерово)                    | «Knockin’ on Heaven’s Door» (Боб Дилан)                           | —                              |                                | ―                              | —                              |

### Выпуск № 3: Слепые прослушивания. 3-я неделя
Выпуск вышел в эфир 18 сентября 2015 года.
| №  | Исполнитель                                 | Песня | Выбор участников и наставников | Выбор участников и наставников | Выбор участников и наставников | Выбор участников и наставников |
| №  | Исполнитель                                 | Песня | Баста                          | Гагарина                       | Градский                       | Лепс                           |
| -- | ------------------------------------------- | --- | ------------------------------ | ------------------------------ | ------------------------------ | ------------------------------ |
| 1  | Михаил Озеров (34 года, Москва)             | «Honesty» (Билли Джоэл) | —                              | —                              |                                | —                              |
| 2  | Мария Кац (42 года, Москва)                 | «What’s Up» (Линда Перри)                                                                                                  | —                              |                                | —                              |                                |
| 3  | Александра Грекова (26 лет, Ростов-на-Дону) | «Улыбайся» (Леонид Терещенко / Екатерина Иванчикова)                                                                       | —                              |                                | —                              | —                              |
| 4  | Жан Осян (44 года, Москва)                  | «Unchain My Heart» (Роберт Шарп, Тэдди Поуэл)                                                                              |                                |                                | —                              |                                |
| 5  | Лилия Замулина (26 лет, Краснодар)          | «Ноктюрн» (Арно Бабаджанян / Роберт Рождественский)                                                                        | —                              | —                              |                                | —                              |
| 6  | Эллина Решетникова (23 года, Уфа)           | «Don’t Worry Be Happy» (Бобби Макферрин)                                                                                   |                                | —                              | —                              | —                              |
| 7  | Армен Авджан (39 лет, Сочи)                 | «Liberta» (Ховард Карпендейл, Иоахим Хорн-Бернж, Ромина Пауэр, Вито Паллавичини, Вилли Молко)                              |                                |                                |                                |                                |
| 8  | Варвара Визбор (29 лет, Москва)             | «А зима будет большая» (Юрий Визбор)                                                                                       | —                              | —                              | —                              | —                              |
| 9  | Михаил Наумов (28 лет, Сыктывкар)           | «Не улетай» (Александр Маршал)                                                                                             | —                              | —                              | —                              | —                              |
| 10 | Юлия Хусаинова (24 года, Москва)            | «Do It Like a Dude» (Джейсон Пебворт, Джордж Астасио, Питер Абрамс, Питер Ихайл, Джонатан Шэйв, Джесси Джей, Кайли Абрамс) |                                | —                              | —                              |                                |
| 11 | Марианна Вагида (23 года, Москва)           | Ария Далилы из оперы «Самсон и Далила» (Камиль Сен-Санс / Фердинанд Лемер)                                                 | —                              | —                              | —                              | —                              |
| 12 | Григорий Голубев (27 лет, Королёв)          | «Angels» (Гай Чемберс, Робби Уильямс)                                                                                      |                                | —                              | —                              | —                              |
| 13 | Мария Цветкова (19 лет, Электросталь)       | «Diamonds» (Сия Ферлер, Бенджамин Левин, Миккель Эриксон, Тор Германсен)                                                   | —                              | —                              | —                              | —                              |
| 14 | Витольд Петровский (29 лет, Коломна)        | «Ещё минута» (Армандо Мансанеро / Регина Лисиц)                                                                            | —                              |                                | —                              |                                |

### Выпуск № 4: Слепые прослушивания. 4-я неделя
Выпуск вышел в эфир 25 сентября 2015 года.
| №  | Исполнитель                                                            | Песня                                                                                               | Выбор участников и наставников | Выбор участников и наставников | Выбор участников и наставников | Выбор участников и наставников |
| №  | Исполнитель                                                            | Песня                                                                                               | Баста                          | Гагарина                       | Градский                       | Лепс                           |
| -- | ---------------------------------------------------------------------- | --------------------------------------------------------------------------------------------------- | ------------------------------ | ------------------------------ | ------------------------------ | ------------------------------ |
| 1  | Ольга Задонская (28 лет, Владимир                                      | «It’s a Man’s Man’s Man’s World» (Джеймс Браун, Бетти Джин Ньюсом)                                  |                                |                                |                                |                                |
| 2  | Владимир Роздин (53 года, Москва)                                      | «You Can Leave Your Hat On» (Рэнди Ньюман)                                                          | —                              | —                              | —                              | —                              |
| 3  | Денис Соколов (27 лет, Новосибирск)                                    | «Знаешь» (Рожден Ануси)                                                                             | —                              | —                              | —                              |                                |
| 4  | Анастасия Бадьина (21 год, Саянск, Иркутская область)                  | «Шукария» (музыка и слова народные)                                                                 | —                              | —                              | —                              | —                              |
| 5  | Биназир Ермаганбетова (24 года, Караганда, )                           | «Billionaire» (Трэви Маккоф, Бруно Марс, Ари Левин, Филипп Лоуренс)                                 |                                | —                              | —                              | —                              |
| 6  | Иеромонах Фотий (Виталий Мочалов) (29 лет, Боровск, Калужская область) | Ария Ленского из оперы «Евгений Онегин» (Пётр Чайковский / Александр Пушкин)                        | —                              | —                              | —                              |                                |
| 7  | Ольга Сергеева (40 лет, Челябинск)                                     | «Эхо любви» (Евгений Птичкин / Роберт Рождественский)                                               | —                              | —                              |                                | —                              |
| 8  | Екатерина Кокорина (28 лет, Барнаул)                                   | «Grenade» (Бруно Марс, Ари Левин, Эндрю Уайатт, Кристофер Стивен Браун, Филипп Лоуренс, Клод Келли) |                                | —                              | —                              | —                              |
| 9  | Константин Работов (30 лет, Пловдив, )                                 | «Song for You» (Леон Расселл)                                                                       |                                |                                |                                |                                |
| 10 | Илона Соломонова (21 год, Лямбирь, Республика Мордовия)                | «Под ракитою зелёной» (музыка и слова народные)                                                     | —                              |                                | —                              | —                              |
| 11 | Андрей Дерусов (27 лет, Северск, Томская область)                      | «Молитва» (Евгений Орлов / Дмитрий Панфилов)                                                        | —                              | —                              | —                              | —                              |
| 12 | Анастасия Балахнина (22 года, Волгоград)                               | La Vie en rose" (Луи Гульельми / Эдит Пиаф)                                                         |                                | —                              | —                              | —                              |
| 13 | Вадим Медведев (48 лет, Комсомольск-на-Амуре, Хабаровский край)        | «Часы» (Сергей Ревтов)                                                                              | —                              | —                              | —                              | —                              |
| 14 | Елена Романова (28 лет, Москва)                                        | «Smile» (Чарли Чаплин / Джон Тёрнер, Джеффри Парсонс)                                               | —                              | —                              |                                |                                |

### Выпуск № 5: Слепые прослушивания. 5-я неделя
Выпуск вышел в эфир 2 октября 2015 года.
| №  | Исполнитель                                         | Песня                                                                                                | Выбор участников и наставников | Выбор участников и наставников | Выбор участников и наставников | Выбор участников и наставников |
| №  | Исполнитель                                         | Песня                                                                                                | Баста                          | Гагарина                       | Градский                       | Лепс                           |
| -- | --------------------------------------------------- | --- | ------------------------------ | ------------------------------ | ------------------------------ | ------------------------------ |
| 1  | Анастасия Ковешникова (19 лет, Дмитров)             | «Once Upon a December» (Дэвид Ньюман / Линн Аренс)                                                   | —                              | —                              | —                              | —                              |
| 2  | Олег Майами (Олег Кривиков) (24 года, Екатеринбург) | «This Love» (Адам Левин, Джесси Кармайкл, Микки Мэдден, Джеймс Валентайн, Райан Дасик)               |                                |                                | —                              |                                |
| 3  | Алиса Димитриади (34 года, Москва)                  | «Моё сердце остановилось» (Александр Васильев)                                                       | —                              | —                              | —                              | —                              |
| 4  | Юрий Меликов (17 лет, Паралимни, )                  | «Grenade» (Бруно Марс, Ари Левин, Эндрю Уайатт, Кристофер Стивен Браун, Филипп Лоуренс, Клод Келли)) |                                | —                              | —                              | —                              |
| 5  | Станислав Обухов (29 лет, Челябинск)                | «Hallelujah I Love Her So» (Рэй Чарльз)                                                              |                                |                                |                                | —                              |
| 6  | Диана Савельева (35 лет, Москва)                    | «Только раз бывает в жизни встреча» (Борис Фомин / Павел Герман)                                     | —                              | —                              |                                | —                              |
| 7  | Екатерина Родионова (25 лет, Ялта, )                | «Crazy» (Брайан Бёртон, Томас Колэуэй, Джанфранко Ревербери, Джан Пьеро Ревербери)                   | —                              | —                              | —                              | —                              |
| 8  | Родион Газманов (35 лет, Москва)                    | «I Believe I Can Fly» (Ар Келли)                                                                     |                                | —                              | —                              |                                |
| 9  | Амалия Маргарян (20 лет, Ереван, )                  | «Танцы на стёклах» (Максим Фадеев)                                                                   |                                | —                              | —                              | —                              |
| 10 | Екатерина Чистова (34 года, Воткинск)               | «Satisfy My Soul» (Бадди Джонсон, Дмитрий Чистов)                                                    | —                              |                                | —                              | —                              |
| 11 | Ксения Быстрова (20 лет, Рязань)                    | «Tous les enfants chantent avec moi» (Бобби Голдсборо / Эдди Марнай)                                 | —                              | —                              | —                              | —                              |
| 12 | Даниил Смирнов (21 год, Симферополь, )              | «Wrecking Ball» (Морин Макдональд, Стефан Мокио, Саша Скарбек, Лукас Готвальд, Генри Уолтер)         |                                | —                              |                                | —                              |
| 13 | Раффа Григорян (26 лет, Ереван, )                   | «Overjoyed» (Стиви Уандер)                                                                           |                                | —                              | —                              |                                |
| 14 | Нина Веденина-Меерсон (32 года, Тольятти)           | «Ты снишься мне» Алексей Мажуков / Николай Шумаков                                                   | —                              | —                              | —                              | —                              |

### Выпуск № 6: Слепые прослушивания. 6-я неделя.
Выпуск вышел в эфир 9 октября 2015 года.
| №  | Исполнитель                                 | Песня                                                                  | Выбор участников и наставников | Выбор участников и наставников | Выбор участников и наставников | Выбор участников и наставников |
| №  | Исполнитель                                 | Песня                                                                  | Баста                          | Гагарина                       | Градский                       | Лепс                           |
| -- | ------------------------------------------- | ---------------------------------------------------------------------- | ------------------------------ | ------------------------------ | ------------------------------ | ------------------------------ |
| 1  | Ростислав Доронин (27 лет, Сургут)          | «I Got You (I Feel Good)» (James Brown)                                |                                |                                | —                              |                                |
| 2  | Александра Соловейчик (22 года, Минск, )    | «Помоги мне» (Александр Зацепин / Леонид Дербенёв)                     | —                              | —                              | —                              | —                              |
| 3  | Анастасия Крашевская (29 лет, Москва)       | «Mercy» (Stephen Andrew Booker, Aimee Ann Duffy)                       |                                |                                | —                              |                                |
| 4  | Софи Окран (45 лет, Москва)                 | «Калитка» (Александр Обухов / Алексей Будищев)                         | —                              |                                | —                              | —                              |
| 5  | Севак Ханагян (27 лет, Курск)               | «Кукушка» (Виктор Цой)                                                 |                                |                                | —                              | —                              |
| 6  | Эра Канн (Ирина Бручеева) (22 года, Москва) | «Endangered Species» (Jeannie Pisano, Dianne Reeves)                   |                                |                                | —                              | —                              |
| 7  | Александр Постоленко (37 лет, Бийск)        | «Вечная любовь» (Шарль Азнавур / Жорж Гарваренц, Наталья Кончаловская) | Полная команда                 | —                              |                                | —                              |
| 8  | Оскар Джалилов (26 лет, Ташкент, )          | «Я люблю тебя больше природы» (Raimonds Pauls / Евгений Евтушенко)     | Полная команда                 | —                              | Полная команда                 | —                              |
| 9  | Александра Стрельцова (30 лет, Энгельс)     | «Беспечный ангел» (Barry Hay, George Kooymans — Маргарита Пушкина)     | Полная команда                 | —                              |                                | —                              |
| 10 | Артём Каторгин (27 лет, Екатеринбург)       | «’O sole mio» (Eduardo di Capua, Emanuele Matsuki / Giovanni Capurro)  | Полная команда                 | —                              | Полная команда                 |                                |
| 11 | Юлия Гаврилова (31 год, Москва)             | «Broken Vow» (Walter Afanasieff / Lara Fabian)                         | Полная команда                 | —                              | Полная команда                 | —                              |
| 12 | Татьяна Ширко (22 года, Киев, )             | «Run to You» (Jud Friedman, Allan Rich)                                | Полная команда                 | —                              | Полная команда                 |                                |
| 13 | Дмитрий Пермяков (19 лет, Ижевск)           | «Поговори со мною, мама» (Владимир Мигуля / Виктор Гин)                | Полная команда                 | —                              | Полная команда                 | Полная команда                 |
| 14 | Алексей Романов (28 лет, Тюмень)            | «You Raise Me Up» (Rolf Løvland / Brendan Graham)                      | Полная команда                 | —                              | Полная команда                 | Полная команда                 |
| 15 | Яна Башкирева (29 лет, Санкт-Петербург)     | «Ноченька» (Михаил Некрасов / Алексей Батьковский)                     | Полная команда                 |                                | Полная команда                 | Полная команда                 |

## Поединки

### Выпуски № 7—10: Поединки
Легенда:
| Выпуск                | Наставник          | № | Победитель            | Песня                                                                                   | Проигравший           | Спасение       | Спасение       | Спасение       | Спасение       |
| Выпуск                | Наставник          | № | Победитель            | Песня                                                                                   | Проигравший           | Баста          | Гагарина       | Градский       | Лепс           |
| --------------------- | ------------------ | - | --------------------- | --------------------------------------------------------------------------------------- | --------------------- | -------------- | -------------- | -------------- | -------------- |
| Выпуск 7 (16 октября) | Полина Гагарина    | 1 | Регина Тодоренко      | «Текила-любовь» (Константин Меладзе)                                                    | Жан Осян              | —              | н/д            | —              | —              |
| Выпуск 7 (16 октября) | Баста              | 2 | Мария Ероян           | «All About That Bass» (Кевин Кадиш / Меган Трейнор)                                     | Эллина Решетникова    | н/д            | —              | —              | —              |
| Выпуск 7 (16 октября) | Григорий Лепс      | 3 | Армен Авджан          | «Обернитесь» (Константин Меладзе)                                                       | Олег Майами           |                | —              | —              | н/д            |
| Выпуск 7 (16 октября) | Александр Градский | 4 | Алла Рид              | «Cheek to Cheek» (Ирвинг Берлин)                                                        | Станислав Обухов      | —              |                | н/д            | —              |
| Выпуск 7 (16 октября) | Баста              | 5 | Биназир Ермаганбетова | «Gangsta’s Paradise» (Артис Айви / Дуг Рашид / Ларри Сандерс / Стиви Уандер)            | Раффа Григорян        | н/д            | —              | —              | —              |
| Выпуск 7 (16 октября) | Полина Гагарина    | 6 | Севак Ханагян         | «Ночной каприз» (Николай Девлет-Кильдеев / Григорий Крючков)                            | Софи Окран            | —              | н/д            | —              | —              |
| Выпуск 7 (16 октября) | Григорий Лепс      | 7 | Мария Кац             | «Barcelona» (Фредди Меркьюри / Майк Моран)                                              | Артём Каторгин        | —              | —              | —              | н/д            |
|                       |                    |   |                       |                                                                                         |                       |                |                |                |                |
| Выпуск 8 (23 октября) | Александр Градский | 1 | Нана Хатл             | «Willkommen» / «Mein Herr» (Джон Кандер / Фред Эбб)                                     | Ольга Сергеева        | —              | —              | н/д            | —              |
| Выпуск 8 (23 октября) | Александр Градский | 1 | Нана Хатл             | «Willkommen» / «Mein Herr» (Джон Кандер / Фред Эбб)                                     | Лилия Замулина        | —              | —              | н/д            | —              |
| Выпуск 8 (23 октября) | Баста              | 2 | Сергей Урумян         | «Всё в твоих руках» (Леонид Агутин / Герман Витке)                                      | Амалия Маргарян       | н/д            | —              | —              | —              |
| Выпуск 8 (23 октября) | Полина Гагарина    | 3 | Дарья Беженар         | «Miss Independent» (Кристина Агилера / Келли Кларксон / Мэтт Моррис / Ретт Лоуренс)     | Анастасия Крашевская  | —              | н/д            | —              | —              |
| Выпуск 8 (23 октября) | Григорий Лепс      | 4 | Иеромонах Фотий       | «Canto della Terra» (Франческо Сартори} / Лучано Куарантотто)                           | Элла Хрусталёва       | —              | —              | —              | н/д            |
| Выпуск 8 (23 октября) | Александр Градский | 5 | Эмиль Кадыров         | «Не уходи» (Николай Зубов / Михаил Пойгин)                                              | Александра Стрельцова | —              | —              | н/д            | —              |
| Выпуск 8 (23 октября) | Григорий Лепс      | 6 | Денис Соколов         | «Верни мою любовь» (Константин Меладзе)                                                 | Ольга Задонская       | —              |                | —              | н/д            |
| Выпуск 8 (23 октября) | Полина Гагарина    | 7 | Иван Далматов         | «Don’t Give Up» (Питер Гэбриэл)                                                         | Александра Грекова    | —              | Полная команда |                | —              |
|                       |                    |   |                       |                                                                                         |                       |                |                |                |                |
| Выпуск 9 (30 октября) | Григорий Лепс      | 1 | Витольд Петровский    | «All for Love» (Брайан Адамс, Роберт Ланг, Майкл Кэймен)                                | Родион Газманов       | —              | Полная команда | —              | н/д            |
| Выпуск 9 (30 октября) | Александр Градский | 2 | Диана Савельева       | «Чорнобривці» (Володимир Верменич)                                                      | Даниил Смирнов        | —              | Полная команда | н/д            | —              |
| Выпуск 9 (30 октября) | Баста              | 3 | Габриэлла             | «Кому? Зачем?» (Ирина Дубцова)                                                          | Екатерина Кокорина    | н/д            | Полная команда | —              | —              |
| Выпуск 9 (30 октября) | Полина Гагарина    | 4 | Илона Соломонова      | «Take Me to Church» (Хозиер)                                                            | Константин Работов    | —              | Полная команда | —              |                |
| Выпуск 9 (30 октября) | Григорий Лепс      | 5 | Рената Волкиевич      | «Опять метель» (Джахан Поллыева / Константин Меладзе)                                   | Татьяна Ширко         | —              | Полная команда |                | н/д            |
| Выпуск 9 (30 октября) | Баста              | 6 | Николай Заболотских   | «Солдат любви» (Байгали Серкебаев / Еркеш Шакеев)                                       | Юлия Хусаинова        | н/д            | Полная команда | Полная команда | —              |
| Выпуск 9 (30 октября) | Александр Градский | 7 | Елена Минина          | «All I Ask of You» из «Призрака оперы» (Эндрю Ллойд Уэббер, Ричард Стилго, Чарльз Харт) | Александр Постоленко  | —              | Полная команда | Полная команда | —              |
|                       |                    |   |                       |                                                                                         |                       |                |                |                |                |
| Выпуск 10 (6 ноября)  | Александр Градский | 1 | Михаил Озеров         | «Everything’s Alright» (Эндрю Ллойд Уэббер / Тим Райс)                                  | Алина Перова          | —              | Полная команда | Полная команда |                |
| Выпуск 10 (6 ноября)  | Полина Гагарина    | 2 | Яна Башкирева         | «Останусь» (Леонид Притула, Дмитрий Притула, Валерий Стронский)                         | Катерина Чистова      | —              | Полная команда | Полная команда | Полная Команда |
| Выпуск 10 (6 ноября)  | Александр Градский | 3 | Елена Романова        | «Челита» (Михаил Феркельман, Николай Лабковский)                                        | Георгий Серышев       | —              | Полная команда | Полная команда | Полная Команда |
| Выпуск 10 (6 ноября)  | Полина Гагарина    | 4 | Семён Величко         | «Ain’t No Mountain High Enough»                                                         | Карина Цветкова       |                | Полная команда | Полная команда | Полная Команда |
| Выпуск 10 (6 ноября)  | Баста              | 5 | Эра Канн              | «Туда»                                                                                  | Григорий Голубев      | Полная команда | Полная команда | Полная команда | Полная Команда |
| Выпуск 10 (6 ноября)  | Григорий Лепс      | 6 | Оливия Краш           | «Разные»                                                                                | Ростислав Доронин     | Полная команда |                | Полная команда | Полная Команда |
| Выпуск 10 (6 ноября)  | Баста              | 7 | Юрий Меликов          | «Roses» (Бен Харрисон / Эмели Санде / Джеймс Артур / Шахид Хан)                         | Анастасия Балахнина   | Полная команда |                |                | Полная Команда |

## Нокауты

### Выпуски № 11—13: Нокауты
Наставники разобьют свои команды на три тройки. Из каждой тройки дальше пройдут двое. После этого раунда в командах останется по 6 участников.
Легенда
| Выпуск                | Наставник          | № | Песня | Участники           | Участники             | Песня |
| Выпуск                | Наставник          | № | Песня | Победители          | Проигравший           | Песня |
| --------------------- | ------------------ | - | --- | ------------------- | --------------------- | --- |
|                       |                    |   | |                     |                       | |
| Выпуск 11 (13 ноября) | Григорий Лепс      | 1 | «Не плачь» (Александр Шоуа) | Витольд Петровский  | Денис Соколов         | «Небо» (Гай Берримен / Джонни Баклэнд / Уилл Чемпион / Крис Мартин / Карен Кавалерян)                      |
| Выпуск 11 (13 ноября) | Григорий Лепс      | 1 | «Стена» (Аркадий Укупник / Михаил Танич)                                                                                           | Рената Волкиевич    | Денис Соколов         | «Небо» (Гай Берримен / Джонни Баклэнд / Уилл Чемпион / Крис Мартин / Карен Кавалерян)                      |
| Выпуск 11 (13 ноября) | Баста              | 2 | «Это здорово» (Николай Носков / Игорь Брусенцев)                                                                                   | Николай Заболотских | Биназир Ермаганбетова | «Hold On, We're Going Home» (Маджид Аль Маскати / Ноа Шебиб / Обри Грэм / Энтони Джеффри / Джордан Уллман) |
| Выпуск 11 (13 ноября) | Баста              | 2 | «Love Me Again» (Джон Ньюман / Стив Букер)                                                                                         | Юрий Меликов        | Биназир Ермаганбетова | «Hold On, We're Going Home» (Маджид Аль Маскати / Ноа Шебиб / Обри Грэм / Энтони Джеффри / Джордан Уллман) |
| Выпуск 11 (13 ноября) | Полина Гагарина    | 3 | «I Wanna Dance with Somebody» (Джордж Меррилл / Шэннон Рубикэм)                                                                    | Ольга Задонская     | Севак Ханагян         | «Красиво» (Константин Меладзе)                                                                             |
| Выпуск 11 (13 ноября) | Полина Гагарина    | 3 | «Моя любовь» (Игорь Тальков) | Семён Величко       | Севак Ханагян         | «Красиво» (Константин Меладзе)                                                                             |
| Выпуск 11 (13 ноября) | Александр Градский | 4 | «All by Myself» (Эрик Кармен) | Татьяна Ширко       | Нана Хатл             | «To Be or Not to Be» (Нана Хатл / Уильям Шекспир)                                                          |
| Выпуск 11 (13 ноября) | Александр Градский | 4 | «Беда» (Владимир Высоцкий) | Алла Рид            | Нана Хатл             | «To Be or Not to Be» (Нана Хатл / Уильям Шекспир)                                                          |
|                       |                    |   | |                     |                       | |
| Выпуск 12 (20 ноября) | Полина Гагарина    | 1 | «Heaven» (Эмели Санде / Майк Спенсер)                                                                                              | Яна Башкирева       | Станислав Обухов      | «Музыкант» (Константин Никольский)                                                                         |
| Выпуск 12 (20 ноября) | Полина Гагарина    | 1 | «Мы разбиваемся» (Земфира Рамазанова)                                                                                              | Дарья Беженар       | Станислав Обухов      | «Музыкант» (Константин Никольский)                                                                         |
| Выпуск 12 (20 ноября) | Григорий Лепс      | 2 | «Я помню чудное мгновенье» (Михаил Глинка / Александр Пушкин)                                                                      | Иеромонах Фотий     | Константин Работов    | «Lay Me Down» (Элвин Смит / Джеймс Напьер / Сэм Смит)                                                      |
| Выпуск 12 (20 ноября) | Григорий Лепс      | 2 | «Отпусти меня» (Игорь Крутой / Юлия Кадышева)                                                                                      | Оливия Краш         | Константин Работов    | «Lay Me Down» (Элвин Смит / Джеймс Напьер / Сэм Смит)                                                      |
| Выпуск 12 (20 ноября) | Баста              | 3 | «Zombie» / «One of Us» (Долорес О’Риордан / Эрик Базилиан)                                                                         | Эра Канн            | Карина Цветкова       | «Верю я» (Евгений Хавтан / Сергей Бритченков / Игорь Сукачёв)                                              |
| Выпуск 12 (20 ноября) | Баста              | 3 | «Ты сделана из огня» (Вадим Усланов / Карен Кавалерян)                                                                             | Сергей Урумян       | Карина Цветкова       | «Верю я» (Евгений Хавтан / Сергей Бритченков / Игорь Сукачёв)                                              |
| Выпуск 12 (20 ноября) | Александр Градский | 4 | «Young and Beautiful» (Лана Дель Рей / Рик Ноуэлс)                                                                                 | Елена Романова      | Александра Грекова    | «Helter Skelter» (Джон Леннон / Пол Маккартни)                                                             |
| Выпуск 12 (20 ноября) | Александр Градский | 4 | «Я не знаю, зачем» (Александр Вертинский)                                                                                          | Елена Минина        | Александра Грекова    | «Helter Skelter» (Джон Леннон / Пол Маккартни)                                                             |
|                       |                    |   | |                     |                       | |
| Выпуск 13 (27 ноября) | Григорий Лепс      | 1 | «What a Wonderful World» / «Как прекрасен этот мир» (Боб Тиль / Джордж Дуглас / Джордж Вайс / Давид Тухманов / Владимир Харитонов) | Мария Кац           | Алина Перова          | «Cryin’» (Джо Перри / Тайлер Родс / Стивен Тайлер)                                                         |
| Выпуск 13 (27 ноября) | Григорий Лепс      | 1 | «Не тревожь мне душу, скрипка» (Константин Меладзе)                                                                                | Армен Авджан        | Алина Перова          | «Cryin’» (Джо Перри / Тайлер Родс / Стивен Тайлер)                                                         |
| Выпуск 13 (27 ноября) | Баста              | 2 | «Fallin'» (Алиша Кис) | Мария Ероян         | Габриэлла             | «Jezebel» (Стюарт Мэтьюмен / Шаде Аду)                                                                     |
| Выпуск 13 (27 ноября) | Баста              | 2 | «Шёлковое сердце» (Павел Титов / Константин Арсенев)                                                                               | Олег Майями         | Габриэлла             | «Jezebel» (Стюарт Мэтьюмен / Шаде Аду)                                                                     |
| Выпуск 13 (27 ноября) | Полина Гагарина    | 3 | «Someone like You» (Адель Эдкинс / Дэн Уилсон)                                                                                     | Илона Соломонова    | Регина Тодоренко      | «Highway to Hell» (Ангус Янг / Бон Скотт / Малькольм Янг)                                                  |
| Выпуск 13 (27 ноября) | Полина Гагарина    | 3 | «Rock DJ» (Кельвин Эндрюс / Гай Чемберс / Экундайо Пэрис / Нельсон Пигфорд / Робби Уильямс)                                        | Иван Далматов       | Регина Тодоренко      | «Highway to Hell» (Ангус Янг / Бон Скотт / Малькольм Янг)                                                  |
| Выпуск 13 (27 ноября) | Александр Градский | 4 | «В твоих глазах» / «Ночное» (Александр Градский / Николай Рубцов)                                                                  | Михаил Озеров       | Диана Савельева       | «Contigo en la Distancia» (Сесар Портильо де ла Лус)                                                       |
| Выпуск 13 (27 ноября) | Александр Градский | 4 | «Me and Bobby McGee» (Фред Фостер / Кристоффер Кристофферсон)                                                                      | Эмиль Кадыров       | Диана Савельева       | «Contigo en la Distancia» (Сесар Портильо де ла Лус)                                                       |

## Четвертьфинал

### Выпуски № 14—15: Четвертьфиналы
Прямые эфиры четвертьфиналов состоялись 4 и 11 декабря 2015. Наставники разобьют свои команды на две тройки. Из каждой тройки дальше пройдет лишь один. Выбор оставшегося определяют наставник и телезрители. После этого раунда в командах останется по 2 участников.
Легенда
| Выпуск                 | Наставник          | №  | Участник            | Песня                                                                         | Голоса наставника | Голоса зрителей | Сумма голосов | Итог               |
| ---------------------- | ------------------ | -- | ------------------- | ----------------------------------------------------------------------------- | ----------------- | --------------- | ------------- | ------------------ |
| Выпуск 14 (4 декабря)  | Александр Градский | 1  | Елена Минина        | «O mio babbino caro» (Джакомо Пуччини / Джоваккино Форцано)                   | 50 %              | 51,8 %          | 101,8 %       | Прошла в Полуфинал |
| Выпуск 14 (4 декабря)  | Александр Градский | 2  | Алла Рид            | «Ты меня любишь» (Игорь Крутой / Римма Казакова)                              | 30 %              | 16,2 %          | 46,2 %        | Выбыла             |
| Выпуск 14 (4 декабря)  | Александр Градский | 3  | Татьяна Ширко       | «Верше мій, верше» (лемковская народная песня)                                | 20 %              | 32,0 %          | 52,0 %        | Выбыла             |
| Выпуск 14 (4 декабря)  | Полина Гагарина    | 4  | Иван Далматов       | «Колыбельная» (Оскар Фельцман / Расул Гамзатов / Яков Козловский)             | 50 %              | 41,5 %          | 91,5 %        | Прошёл в Полуфинал |
| Выпуск 14 (4 декабря)  | Полина Гагарина    | 5  | Дарья Беженар       | «Beat It» (Michael Jackson)                                                   | 30 %              | 37,1 %          | 67,1 %        | Выбыла             |
| Выпуск 14 (4 декабря)  | Полина Гагарина    | 6  | Семён Величко       | «Я ждал всю жизнь» (Алексей Чумаков)                                          | 20 %              | 21,4 %          | 41,4 %        | Выбыл              |
| Выпуск 14 (4 декабря)  | Баста              | 7  | Сергей Урумян       | «Ненавижу» (Иван Дорн / Роман Мясников / Евгений Яременко)                    | 20 %              | 21,9 %          | 41,9 %        | Выбыл              |
| Выпуск 14 (4 декабря)  | Баста              | 8  | Эра Канн            | «Сдаться ты всегда успеешь» (Егор Солодовников)                               | 50 %              | 57,3 %          | 107,3 %       | Прошла в Полуфинал |
| Выпуск 14 (4 декабря)  | Баста              | 9  | Юрий Меликов        | «Uptown Funk» (Джефф Баскер / Марк Ронсон / Николас Уильямс / Филипп Лоуренс) | 30 %              | 20,8 %          | 50,8 %        | Выбыл              |
| Выпуск 14 (4 декабря)  | Григорий Лепс      | 10 | Оливия Краш         | «Stairway to Heaven» (Роберт Плант / Джимми Пейдж)                            | 20 %              | 14,7 %          | 34,7 %        | Выбыла             |
| Выпуск 14 (4 декабря)  | Григорий Лепс      | 11 | Витольд Петровский  | «Georgia on My Mind» (Хоги Кармайкл Стюарт Горрелл)                           | 50 %              | 53,8 %          | 103,8 %       | Прошёл в Полуфинал |
| Выпуск 14 (4 декабря)  | Григорий Лепс      | 12 | Рената Волкиевич    | «Нас бьют, мы летаем» (Андрей Ктитарев / Джахан Поллыева)                     | 30 %              | 31,5 %          | 61,5 %        | Выбыла             |
| Выпуск 15 (11 декабря) | Баста              | 1  | Николай Заболотских | «Baila Morena» (Роберто Дзанетти / Адельмо Форначари)                         | 30 %              | 16,5 %          | 46,5 %        | Выбыл              |
| Выпуск 15 (11 декабря) | Баста              | 2  | Мария Ероян         | «Арлекино» (Эмил Димитров / Борис Баркас)                                     | 50 %              | 39,0 %          | 89,0 %        | Прошла в Полуфинал |
| Выпуск 15 (11 декабря) | Баста              | 3  | Олег Майами         | «Жить в кайф» (Максим Корж)                                                   | 20 %              | 44,5 %          | 64,5 %        | Выбыл              |
| Выпуск 15 (11 декабря) | Александр Градский | 4  | Михаил Озеров       | «Hello» (Адель Эдкинс / Грег Кёрстин)                                         | 50 %              | 40,3 %          | 90,3 %        | Прошёл в Полуфинал |
| Выпуск 15 (11 декабря) | Александр Градский | 5  | Эмиль Кадыров       | «Синяя вечность» (Муслим Магомаев / Геннадий Козловский)                      | 20 %              | 40,3 %          | 60,3 %        | Выбыл              |
| Выпуск 15 (11 декабря) | Александр Градский | 6  | Елена Романова      | «Don’t Cry for Me Argentina» (Эндрю Ллойд Уэббер / Тим Райс)                  | 30 %              | 19,4 %          | 49,4 %        | Выбыла             |
| Выпуск 15 (11 декабря) | Григорий Лепс      | 7  | Армен Авджан        | «Я люблю тебя до слёз» (Игорь Крутой / Игорь Николаев)                        | 30 %              | 12,1 %          | 42,1 %        | Выбыл              |
| Выпуск 15 (11 декабря) | Григорий Лепс      | 8  | Мария Кац           | «А идише маме» (Яцек Пеллин / Лью Поллак / Джек Йеллен / Александр Ратнер)    | 20 %              | 5,2 %           | 25,2 %        | Выбыла             |
| Выпуск 15 (11 декабря) | Григорий Лепс      | 9  | Иеромонах Фотий     | «По дороге в Загорск» (Александр Подболотов / Евгений Блажеевский)            | 50 %              | 82,7 %          | 132,7 %       | Прошёл в Полуфинал |
| Выпуск 15 (11 декабря) | Полина Гагарина    | 10 | Яна Башкирева       | «I Have Nothing» (Дэвид Фостер / Линда Томпсон)                               | 20 %              | 31,2 %          | 51,2 %        | Выбыла             |
| Выпуск 15 (11 декабря) | Полина Гагарина    | 11 | Илона Соломонова    | «Колыбельная» (Полина Гагарина)                                               | 30 %              | 39,7 %          | 69,7 %        | Выбыла             |
| Выпуск 15 (11 декабря) | Полина Гагарина    | 12 | Ольга Задонская     | «Halo» (Эван Богарт / Бейонсе Ноулз / Райан Теддер)                           | 50 %              | 29,1 %          | 79,1 %        | Прошла в Полуфинал |

Выступления вне конкурса
| Номер | Исполнители                  | Песня                                                                |
| ----- | ---------------------------- | -------------------------------------------------------------------- |
| 1     | Эрос Рамазотти и Моника Хилл | «Cose della vita» (Эрос Рамазотти / Пьеро Кассано / Аделио Коглиати) |

## Полуфинал

### Выпуск № 16: Полуфинал
Прямой эфир полуфинала состоялся 18 декабря 2015 года. В команде каждого Наставника остались два участника. По результатам голосования зрителей и наставников в Финал прошло по одному вокалисту от каждой команды. У каждого наставника в команде оставалось двое участников. По результатам голосования зрителей и наставника один из двух покинул проект. После этого этапа в каждой команде остался лишь один финалист.
Легенда
| Выпуск                 | Наставник          | № | Участник           | Песня | Голоса наставника | Голоса зрителей | Сумма голосов | Итог           |
| ---------------------- | ------------------ | - | ------------------ | --- | ----------------- | --------------- | ------------- | -------------- |
| Выпуск 16 (18 декабря) | Полина Гагарина    | 1 | Иван Далматов      | «Relax, Take It Easy» / «What Is Love» (Ник Эд / Майкл Пенниман / Диди Халлиган / Джуниор Торелло)              | 40 %              | 59,5 %          | 99,5 %        | Выбыл          |
| Выпуск 16 (18 декабря) | Полина Гагарина    | 2 | Ольга Задонская    | «Обещание» (Сусана Джамаладинова / Арт Антонян)                                                                 | 60 %              | 40,5 %          | 100,5 %       | Прошла в финал |
| Выпуск 16 (18 декабря) | Александр Градский | 3 | Елена Минина       | «Песня Анюты» (Исаак Дунаевский / Василий Лебедев-Кумач)                                                        | 60 %              | 38,7 %          | 98,7 %        | Выбыла         |
| Выпуск 16 (18 декабря) | Александр Градский | 4 | Михаил Озеров      | «Любовь» (Александр Градский / Булат Окуджава)                                                                  | 40 %              | 61,3 %          | 101,3 %       | Прошёл в финал |
| Выпуск 16 (18 декабря) | Григорий Лепс      | 5 | Витольд Петровский | «Быстрее» (Томас Николс / Андерс Багге / Пэр Астром / Александер Кейн / Карен Кавалерян / Григорий Лепсверидзе) | 40 %              | 20,8 %          | 60,8 %        | Выбыл          |
| Выпуск 16 (18 декабря) | Григорий Лепс      | 6 | Иеромонах Фотий    | «Реквием (Монолог)» (Марк Минков / Марина Цветаева)                                                             | 60 %              | 79,2 %          | 139,2 %       | Прошёл в финал |
| Выпуск 16 (18 декабря) | Баста              | 7 | Эра Канн           | «Turning Tables» (Адель / Ryan Tedder)                                                                          | 60 %              | 45,6 %          | 105,6 %       | Прошла в финал |
| Выпуск 16 (18 декабря) | Баста              | 8 | Мария Ероян        | «А напоследок я скажу» (Андрей Петров / Белла Ахмадулина)                                                       | 40 %              | 54,4 %          | 94,4 %        | Выбыла         |

Выступления вне конкурса
| № | Исполнители                                           | Песня                                               |
| - | ----------------------------------------------------- | --------------------------------------------------- |
| 1 | Дима Билан, Иван Далматов и Ольга Задонская           | «Не молчи» (Александр Нехворостной, Владимир Курто) |
| 2 | Дина Гарипова, Елена Минина и Михаил Озеров           | «Writing’s on the Wall» (Сэм Смит, Джимми Нейпс)    |
| 3 | Ольга Кормухина, Витольд Петровский и Иеромонах Фотий | «Памяти Карузо» (Лучо Далла)                        |
| 4 | Би-2, Эра Канн и Мария Ероян                          | «Полковнику никто не пишет» (Шура Би-2, Лёва Би-2)  |

## Финал

### Выпуск № 17: Финал
Финал вышел в прямом эфире 25 декабря 2015 года. Иеромонах Фотий из команды Григория Лепса стал победителем.
| Выпуск                 | Наставник          | Участник        | № | Дуэт с наставником                                                | № | Соло № 1                                                                 | №      | Соло № 2                                                                              | Голоса зрителей | Итог            |
| Выпуск 18 (25 декабря) |                    |                 |   |                                                                   |   |                                                                          |        |                                                                                       |                 |                 |
| ---------------------- | ------------------ | --------------- | - | ----------------------------------------------------------------- | - | ------------------------------------------------------------------------ | ------ | ------------------------------------------------------------------------------------- | --------------- | --------------- |
| Выпуск 18 (25 декабря) | Баста              | Эра Канн        | 1 | «Я или ты» (Василий Вакуленко, Вадим Карпенко)                    | 5 | «Тёмная ночь» (Никита Богословский, Василий Вакуленко / Владимир Агатов) | Выбыла | Выбыла                                                                                | Выбыла          | Четвёртое место |
| Выпуск 18 (25 декабря) | Полина Гагарина    | Ольга Задонская | 2 | «Кукушка» (Виктор Цой)                                            | 6 | «I Will Survive» ((Фредерик Перрен / Дино Фекарис))                      | 9      | «Спектакль окончен» (Константин Меладзе)                                              | Н/д             | Третье место    |
| Выпуск 18 (25 декабря) | Александр Градский | Михаил Озеров   | 3 | «Как молоды мы были» (Александра Пахмутова / Николай Добронравов) | 7 | «Unchained Melody» Alex North, Hy Zaret)                                 | 10     | «К стеклу прильнув лицом» " (Александр Градский — Поль Элюар перевод Морис Ваксмахер) | 24 %            | Второе место    |
| Выпуск 18 (25 декабря) | Григорий Лепс      | Иеромонах Фотий | 4 | «Лабиринт» (Андрей Мисин / Карен Кавалерян)                       | 8 | «Per te» (Уолтер Афанасьев, Джош Гробан / Марко Маринагели)              | 11     | «Спокойной ночи, господа» (Александр Самойлов / Александр Скворцов)                   | 76 %            | Победитель      |

Выступления вне конкурса
| № | Исполнители | Песня                                                      |
| - | --- | ---------------------------------------------------------- |
| 1 | Сабина Мустаева, Лев Аксельрод, Арина Данилова, Матвей Семишкур, Алиса Кожикина, Михаил Смирнов, Алексей Забугин, Елизавета Пурис, Ираклий Инцкирвели, Рагда Ханиева | «С Новым Годом» (Джордж Майкл / Кирилл Крастошевский)      |
| 2 | Эра Канн | «Don’t Speak» (Gwen Stefani, Эрик Стефани)                 |
| 3 | Участники четвёртого сезона | «Последний час декабря» (Максим Леонидов, Николай Фоменко) |